# Primula efarinosa
Primula efarinosa là một loài thực vật có hoa trong họ Anh thảo. Loài này được Pax miêu tả khoa học đầu tiên năm 1905.